# Maximilian Bircher-Benner
Maximilian Oskar Bircher-Benner (Aarau, 22 agosto 1867 – Zurigo, 24 gennaio 1939) è stato un medico e nutrizionista svizzero.
Inventò il Birchermüesli.